# Neely Mansion
Das Neely Mansion ist ein 1894 erbautes Wohngebäude im viktorianischen Architekturstil. Es befindet sich am östlichen Rand von Auburn, bereits im nicht inkorporierten Teil des King County, Washington in Ortschaft Lake Morton-Berrydale, Washington.  Es wurde am 15. Oktober 1974 in das National Register of Historic Places aufgenommen und wird auch im Washington State Heritage Register geführt.
Von den 1950er bis in die 1970er Jahre hinein verschlechterte sich der Zustand des Gebäudes erheblich, bis Ortsansässige sich aufrafften, um das Haus zu restaurieren. In der Anfangsphase der Instandsetzung wurde es von der Theaterabteilung der Auburn High School als Spukhaus verwendet, doch endete diese Nutzung, als die Renovierung fortschritten. In den 2010er Jahren gehört das Gebäude einer gemeinnützigen historischen Gesellschaft.

## Architektur
Das Haus ist ein zweistöckiges Gebäude mit einem quadratischen Grundriss. Die Fassade besteht aus Schindeln. Der Vordereingang liegt zentral zwischen zwei Fenstern; auf der gegenüberliegenden Seite befinden sich drei Fenster. Sie sind alle mit einem Gebälk und dekorierten Rand umgeben. Unter jedem Sturz ist gesägtes Schweifwerk angebracht.
Eine dekorative Konsole trennt den ersten vom zweiten Stock. Im Erdgeschoss sind an den Seiten offene Veranden vorhanden, die über die gesamte Länge des Hauses laufen. Die Veranda an der Vorderseite hat im zweiten Stock einen Balkon; darüber sitzt ein Dreiecksgiebel. Das Innere der Giebelkonsole ist gefüllt mit diamantförmigen Schindeln und hat ein zentrales rundes Fenster.

## Interieur
Das Haus verfügt über hohe, geräumige Zimmer. Im Erdgeschoss befinden sich die Küche, das Esszimmer, ein Salon und das Hauptschlafzimmer. Im Obergeschoss liegen weitere Schlafzimmer. Die Wände im Innern sind bis in eine Höhe von 1,5 m mit Ahornholz vertäfelt; darüber sind die Wände verputzt. Die Beleuchtung in dem Haus erfolgte durch Kerzen und ölbetriebene Kronleuchter, die an der Decke hingen und per Hand heruntergelassen und wieder angehoben werden konnten. Vor dem Zweiten Weltkrieg wurde auf elektrische Beleuchtung umgestellt. 1948 wurden die Schindeln neugedeckt, und die vordere Veranda erhielt ein Fundament aus Beton.

## Familie Neely
David Neely und seine Familie waren 1853 unter den ersten weißen Siedlern, die im Tal des Green River ankamen. Nach einer gefährlichen Überlandreise aus Tennessee überquerten sie den Naches Pass und erreichten Porter’s Prairie bei Enumclaw. Er siedelte in Kent, wo er und seine Familie dem Tod entgingen, als Indianer das Gebiet 1855 angriffen. David Neelys Sohn Aaron ging nach Auburn, heiratete und wurde 1879 Vater der Tochter Lenore. Schon bald nach deren Geburt zog die Familie an die Stätte des heutigen Neely Mansion, das er und einige Handwerker 1894 erbauten. In dem Haus wurden für Freunde, die von außerhalb zum Einkaufen nach Auburn kamen und übernachteten und für Nachbarn häufig Partys gegeben. Bei diesen Gelegenheiten wurden alle Türen im Erdgeschoss geöffnet, und die Gäste könnten durch die Räume zur Musik tanzen, die von Geigern gespielt wurde.

## Bedeutung

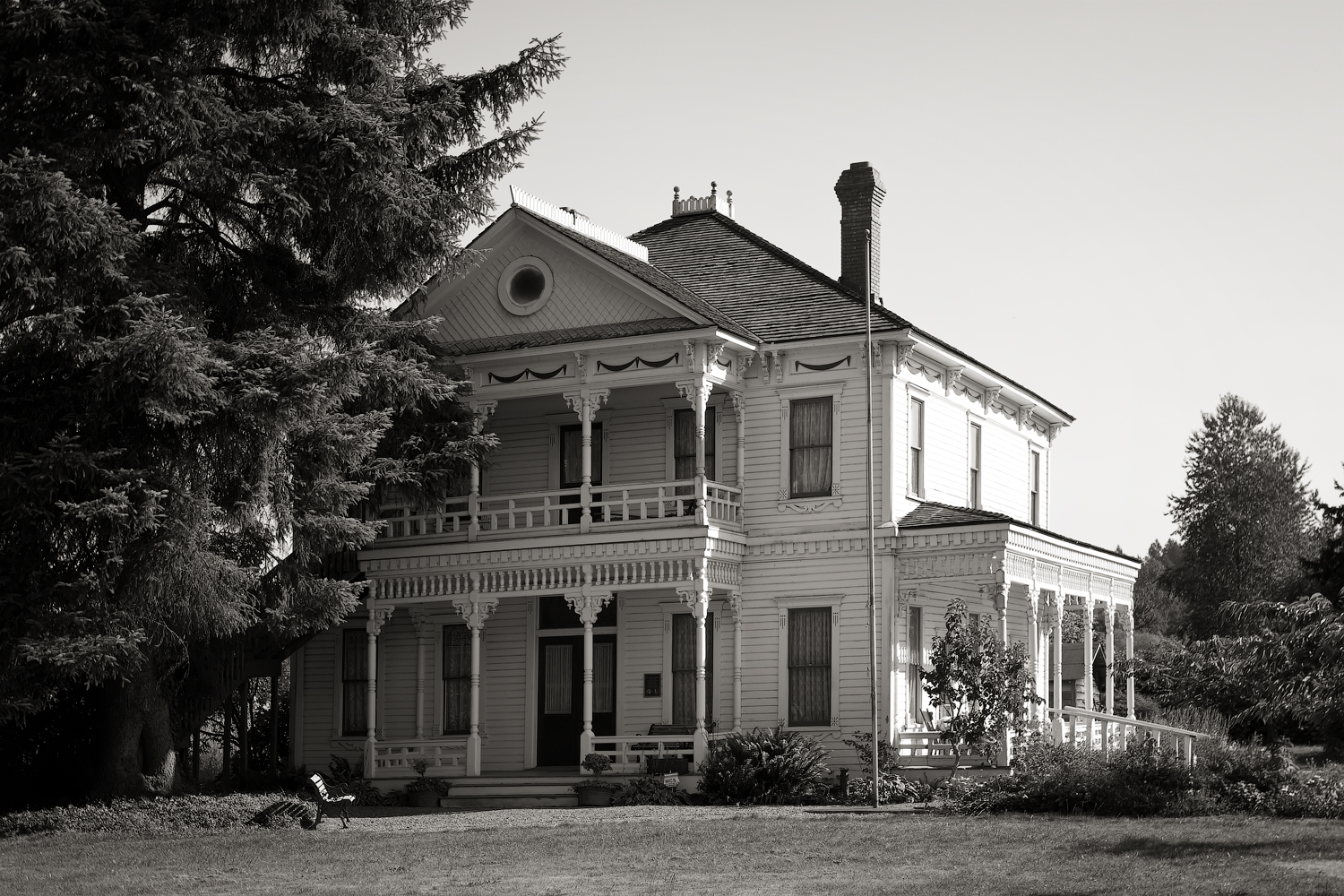
Neely Mansion in Auburn, WA

Das Neely Mansion ist ein signifikantes Beispiel der Wohnhausarchitektur, die demonstriert, welche Wirkung die Verwendung vorgefertigter Schmuckelemente aus Holz auf einen ziemlich einfachen Grundriss hat. Es ist auch signifikant für den wachsenden Wohlstand von Familien im Einzugsbereich Seattles und als einst wichtiges Zentrum des sozialen Lebens im Green River Valley.

## Belege
1. 1 2 3 4 5  Robert E., Gaines: Neely, Aaron Sr. Mansion, 74001955. In: National Register of Historic Places Inventory—Nomination Form. United States Department of the Interior, National Park Service, 15. Oktober 1974 (englisch).